# 600

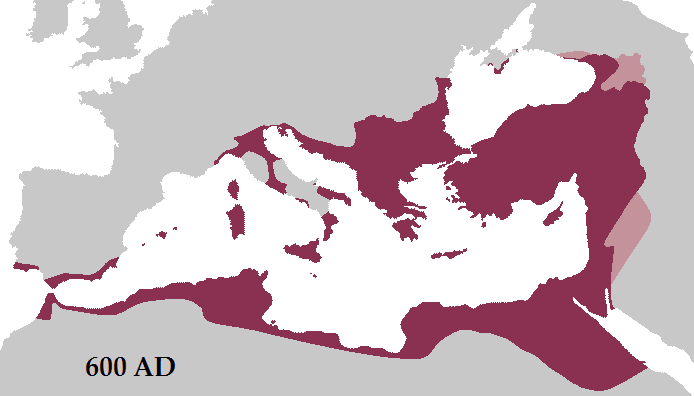
Het Byzantijnse Rijk met zijn vazalstaten (600)

Het jaar 600 is het 100e jaar in de 6e eeuw volgens de christelijke jaartelling.

## Gebeurtenissen

### Byzantijnse Rijk
- Keizer Mauricius stabiliseert de Balkanprovincies door de Avaren en de Slavische volkeren terug te drijven naar de Pannonische Vlakte. Hij versterkt de Donaugrens en herstelt het centrale gezag in het Byzantijnse Rijk.

### Europa
- Koning Chlotharius II wordt in een veldslag bij Dormelles door een Frankisch leger onder aanvoering van zijn neven Theudebert II en Theuderik II verslagen. Hij moet het gebied ten zuiden van de rivier de Seine afstaan.
- Koningin Brunhilde herstelt de oude Romeinse wegen in Austrasië (Frankrijk). Zij bouwt kerken en abdijen, en herorganiseert de koninklijke financiën in het koninkrijk.
- Dorestad (huidige Wijk bij Duurstede) in de Lage Landen komt tot bloei door de handel met de Chamaven, de Franken en de Friezen. (waarschijnlijke datum)

### Zuidoost-Azië
- Mahendravarman (600 - 616) bestijgt als koning de troon van Chenla (Cambodja). Een koninkrijk gelegen in de noordoostelijke provincies Buriram en Surin (Thailand).

### Zuid-Amerika
- In de Andes ontstaat langs de westelijke kustregio het Waririjk (huidige Peru). Tijdens de uitbreiding van het rijk wordt de Mochica en de Nazcacultuur onderworpen.

## Cultuur
- In India wordt aan het koninklijke hof Chaturanga, een voorloper van het Westerse schaken, gespeeld. Het bordspel verspreidt zich in de jaren richting China en Japan.

## Landbouw
- In Noord- en West-Europa wordt de haakploeg geïntroduceerd. Een diepwoeler (cultivator) maakt de vruchtbare grond los van het onkruid om het beter te bewerken.

## Religie
- Masoreten, middeleeuwse joodse geleerden, voorzien in Palestina en Babylon de Hebreeuwse Bijbel van klinker- en voordrachttekens, zogenaamde nikud en teamim.
- Augustinus van Canterbury bekeert de Angelsaksische koning Ethelbert van Kent tot het katholieke christendom. (waarschijnlijke datum)

## Geboren
- Amandus, bisschop van Maastricht (waarschijnlijke datum)
- Aubertus, bisschop van Atrecht (waarschijnlijke datum)
- Audomarus, bisschop van Thérouanne (waarschijnlijke datum)
- Bhāskara I, Indisch wiskundige (waarschijnlijke datum)
- Foillan, Iers missionaris (waarschijnlijke datum)
- Judocus, Brits edelman en heilige (waarschijnlijke datum)
- Kunibert, bisschop van Keulen (waarschijnlijke datum)
- Martinus I, paus van de Katholieke Kerk (waarschijnlijke datum)
- Remaclus, bisschop van Maastricht (waarschijnlijke datum)
- Yan Liben, Chinees schilder (waarschijnlijke datum)

## Overleden
- 13 maart - Leander, bisschop van Sevilla (of 601)
- Colman van Killruadh, Iers bisschop en heilige